# Пјаченца (округ)
Округ Пјаченца (итал. Provincia di Piacenza) је округ у оквиру покрајине Емилија-Ромања у северној Италији. Седиште округа покрајине и највеће градско насеље је истоимени град Пјаченца.
Површина округа је 2.589 км², а број становника 282.879 (2008. године).

## Природне одлике
Округ Пјаченца се налази у северном делу државе, без излаза на море. Северна половина округа је равничарског карактера, у области Падске низије. Јужни, већи део чине планине северних Апенина. Најважнија река у округу је По, као северна граница округа. Друга битна река је мања река Нуре, која тече његовом средишњим делом.

## Становништво
По последњим проценама из 2008. године у округу Пјаченца живи преко 280.000 становника. Густина насељености је средња до велика, око 110 ст/км². Северна, равничарска половина округа је знатно боље насељена, нарочито око града Пјаченце.
Поред претежног италијанског становништва у округу живе и велики број досељеника из свих делова света.

## Општине и насеља
У округу Пјаченца постоји 48 општина (итал. Comuni).
Најважније градско насеље и седиште округа је град Пјаченца (101.000 ст.) у северном делу округа.